# Pointe-Saint-Charles
Pointe-Saint-Charles (lokaal ook wel The Point) is een buurt in het arrondissement Le Sud-Ouest van de Canadese stad Montréal, Québec.